# Fredegunda
Fredegunda (latinsko Fredegvndis, francosko Frédégonde) je bila žena merovinškega nevstrijskega kralja  Hilperika I., * ni znano, † 8. december 597, Pariz.

## Vzpon na prestol
Fredegunda je bila sužnja in služabnica Hilperikove prve žene Audovere. Postala je Hilperikova ljubica in ga uspela prepričati, da se je ločil od Audovere in jo poslal v samostan. Ko je Hilperik izvedel, da se je njegov brat in glavni tekmec Sigibert I. Avstrazijski leta 567 poročil z vizigotsko princeso Brunhildo, hčerko kralja Atanagilda, se je odločil nevtralizirati borebitno bratovo zvezo z Vizigoti s poroko z Brunhildino sestro Galsvinto. Gregor iz Toursa omenja, da je nevesta s seboj prinesla bogato doto in takoj dosegla Hilderikovo naklonjenost.
Galsvinta se kot pobožna kristjanka ni mogla vživeti v razvrat, značilen za dvore merovinških vladarjev, in je Hilperika prisilila, da je z dvora pregnal vse priležnice, kurtizane in prostitutke. Med pregnanimi je bila tudi Fredegunda. Kralja je  zanimanje za nevesto kmalu minilo in Galsvinto so še isto leto našli zadavljeno v njeni spalnici. Vsi zgodovinarji se strinjajo,  da je zločin storil ali naročil Hilperik. Fredegunda se je po njeni smrti vrnila na dvor, se poročila s Hilperikom in postala kraljica.

## Vladanje

### Umori
Fredegunda je leta 575 domnevno naročila umor Sigiberta I. Avstrazijskega, njegovega sina Hildeberta II., svojega svaka burgundskega kralja Guntrama in avstrazijske kraljice Brunhilde. Po Hilperikovem skrivnostnem umoru leta 584 si je prilastila kraljeve dragocenosti in se zatekla v pariško katedralo Notre Dame. Njo in njenega sina Klotarja II. je do svoje smrti leta 592 ščitil burgundski kralj Guntram. Ponovno ovdovela Fredegunda je poskušala zapeljati nevstrijskega plemiča Eberulfa, ki jo je zavrnil. Gregor Tourski jo je osumil, da je organizirala tudi Eberulfov umor.

### Preganjanje škofa Pretekstata
Gregor Tourski trdi, da je preganjanje rouenskega škofa Pretekstata predvsem Fredegundina zasluga. Po Pretekstatovi vrnitvi iz pregnanstva mu je kraljica med srečanjem v cerkvi zagrozila s ponovnim izgonom.  Škofa njena grožnja ni skrbela, ker je verjel v svojo nagrado v nebesih in Fredegundino kazen v peklu. Leta 586 je Fredegunda ukazala, da Pretekstata umorijo in eden od njenih plačancev ga je med velikonočno mašo zabodel z nožem. Kraljica ga je kasneje obiskala in mu na smrtni postelji obljubila pomoč svojih zdravnikov. Gregor Tourski na njen obisk gleda kot na izgovor, da bi ga videla umreti. Pretekstat jo je pozval, naj se pokesa svojih grehov, in podlegel smrtnim ranam. Fredegunda je kasneje organizirala še več umorov političnih osebnosti, ki so jo obtožili za Pretekstatov umor. Med njimi sta bila tudi škof Bayeauxa kralj Guntram.

### Bolezen
Leta 580 je v Galiji izbruhnila epidemija griže, za katero so zboleli tudi Fredegundin mož kralj Hilperik in juna sinova Klodebert in Dagobert. Fredegunda, prepričana, da je epidemija posledica njenih grehov, je sežgala več davčnih evidenc, za katere se je bala, da niso pravične, in prepričala Hilperika, da je to storil tudi on. Njena sinova bolezni nista preživela. Po njuni smrti je obilno obdarovala cerkev in reveže, da bi se odkupila za svoje grehe. Med obleganjem Tournaia je resno zbolel tudi Fredegundin tretji sin Samson. Po Gregorju Tourskem se je Fredegunda bala, da se bo nalezla  sinove bolezni, zato ga je zavrgla in pustila umreti. Kralj je bil zaradi njenih dejanj ogorčen, ker otrok še ni bil krščen. Samson je živel dlje kot je pričakovala, zato ga je na kraljevo zahtevo dala krstiti.

## Gregor Tourski
Gregor Tourski jo opisuje kot brezobzirno morilko in kruto sadistko, ki je imela v tem pogledu samo nekaj tekmecev. Četudi se ni nikoli srečala s kraljico Brunhildo, je Brunhildin  krut umor, ki ga je opravil njen sin Klotar II., nosil znak Fredegundinega sovraštva. Klotar je kraljico, ki je bila že v šestdesetih letih, pustil cele tri dni na natezalnici, potem pa jo je dal prikleniti na štiri konje in razčetveriti. 
Gregor trdi, da je bila Fredegunda tudi nemoralna. Med kosilom s kraljem Guntramom je malo pred tem  ovdovela Fredegunda zapustila omizje z izgovorom, da je noseča. Najava je kralja presenetila, saj je bil sin Klotar II. rojen komaj štiri mesece pred tem. Gregor omenjeno dejanje razlaga z njeno nezvestobo do moža.

## Smrt
Fredegunda je umrla naravne smrti 8. decembra 597 v Parizu. Pokopana je v baziliki Saint Denis.

## Vir
- Gregory of Tours. History of the Franks, IX. 34. Angleški prevod O.M. Dalton, II., str 405–406.